# Tržaški partizanski pevski zbor Pinko Tomažič
Tržaški partizanski pevski zbor Pinko Tomažič je pevski zbor iz Trsta, ki izvaja pesmi s partizansko vsebino s poudarkom na slovenskih partizanskih pesmih. Zbor je bil ustanovljen leta 1972 v Bazovici pri Trstu na pobudo bivših partizanov in je kot tak pomemben kulturni element slovenske skupnosti v Italiji. S približno osemdeset člani zbora in orkestra, je tudi največji slovenski partizanski pevski zbor. Zbor je ustanovil in večino časa vodil zborovodja Oskar Kjuder, danes pa ga vodi zborovodkinja Pija Cah.
Za sabo ima zbor preko 1000 koncertov v državah bivše Jugoslavije, Sovjetski Zvezi, Italiji, Avstriji. Enkrat je nastopal ob navzočnosti jugoslovanskega predsednika Josipa Broza - Tita (Brdo pri Kranju) in enkrat ob prisotnosti italijanskega predsednika Sandra Pertinija (Na Piancavallu). Kot posebnost naj navedemo, da je dvakrat, po spletu okoliščin, nastopal tudi v cerkvi.
Zbor izvaja repertoar pesmi odporništva, delavskega gibanja, antifašizma in pesmi borbe za svobodo drugih narodov. Pesmi izvaja v slovenskem , italijanskem, srbsko-hrvaškem, ruskem, poljskem, bolgarskem, španskem, francoskem in hebrejskem jeziku. 
V pojugoslovanskem obdobju je zbor svoje največje koncerte priredil v letih 2012 in 2013, ko je nastopil v Cankarjevem domu in v areni Stožice. Zbor sodeluje z drugimi glasbenimi skupinami, pevskimi zbori in kantavtorji, med drugim s pevskim zborom Kombinat in Iztokom Mlakarjem. Leta 2016 je, kot gost nastopal tudi na koncertu zbora Rdeče Armade v Stožicah (skupna pesem Bella Ciao).